# Lettres d'amour d'une nonne portugaise
Pour plus de détails, voir Fiche technique et Distribution.
Lettres d'amour d'une nonne portugaise (titre original : Liebesbriefe einer portugiesischen Nonne) est un film germano-suisse réalisé par Jesús Franco, sorti en 1977.
Il s'agit d'une adaptation libre de l'œuvre de 1669.

## Synopsis
Une belle journée d'été, Maria Rosalia, 16 ans, folâtre avec une amie de 18 ans dans une forêt portugaise. Elles sont surprises par un membre du clergé, le père Vincent. Il culpabilise Maria sur la fornication et va avec elle chez sa mère, une pauvre blanchisseuse. L'âme de la jeune fille ne peut être sauvée qu'en allant dans un certain couvent. Elle lui donne tout son argent au prêtre pour qu'il l'y emmène.
La mère supérieure, qui se fait appeler « grande prêtresse », s'assure de la virginité de Maria et désigne le père Vincent comme le protecteur et le précepteur de son corps et de son âme. Au cours d'une confession, le père lui arrache quelques secrets, elle parle cependant de ses rêves. Le père ressent une excitation sexuelle mais condamne Maria à porter une couronne d'épines pendant trois jours. La couronne lui est posée le même jour par l'abbesse. Maria perçoit entre les murs une fièvre lesbienne qu'elle croit dans son innocence être ses fantasmes sexuels, ce qui la culpabilise davantage. Un peu plus tard, son petit ami s'introduit dans le monastère pour la ramener chez elle. Maria refuse, car elle doit trouver la purification. Mais elle écrit ensuite une lettre à sa mère où elle dit qu'elle accepterait la prochaine fois qu'il viendrait. La lettre est interceptée, Maria est convoquée auprès de l'abbesse et du père Vincent. Elle sera condamnée à l'isolement en cas de récidive, elle perdra son habit de religieuse et sera enfermée dans un placard. Puis elle doit donner au père une satisfaction orale.
Une nuit elle est amenée au centre d'une messe noire qui convoque Satan qui déflore Maria. En se réveillant de ce cauchemar, elle se rend compte de l'injustice. Elle s'échappe du couvent et se tourne vers le maire. Mais il ne le croit pas et la ramène au couvent. Cette tentative d'évasion est à nouveau punie. Elle est amenée devant l'inquisiteur à qui elle confie tout et accuse les responsables du couvent. En raison de sa confession, elle est condamnée à mort sur le bûcher. Cependant l'inquisiteur veut s'assurer des accusations, à moins que les accusées puissent présenter la rétractation de Maria. Maria est torturée et l'écrit. Peu après, elle se trouve dans une prison et attend son exécution. Elle écrit une lettre à Dieu, le seul qui l'écoute. Elle décrit ce qui lui arrive et présente ses excuses à son maître. Elle jette par la fenêtre la lettre qui tombe au pied du prince. Il est un homme éclairé, moderne contre les procès en sorcellerie. Il sauve Maria alors qu'elle allait monter sur le bûcher. Le prince lit la lettre et a fait arrêter l'abbesse et le père Vincent.

## Fiche technique
- Titre original : Liebesbriefe einer portugiesischen Nonne
- Titre français : Lettres d'amour d'une nonne portugaise
- Titre international : Love Letters of a Portuguese Nun
- Réalisation : Jesús Franco
- Scénario : Jesús Franco, Erwin C. Dietrich
- Musique : Walter Baumgartner
- Direction artistique : David Quintans
- Photographie : Peter Baumgartner
- Son : Klaus Kunsemüller, Hubertus Schmandtke
- Montage : Marie-Luise Buschke
- Production : Erwin C. Dietrich
- Société de production : Elite Film, Cinemec Zweite Produktions KG
- Société de distribution : Avis Film
- Pays d'origine :  Allemagne de l'Ouest,  Suisse
- Langue : allemand
- Format : Couleur - 1,66:1 - Mono - 35 mm
- Genre : Drame
- Durée : 89 minutes
- Dates de sortie :
  -  Allemagne de l'Ouest : 10 mars 1977.
  -  Espagne : 12 août 1978.
  -  Danemark : 11 septembre 1978.
  -  Finlande : 21 décembre 1979.

## Distribution
- Susan Hemingway (de) : Mère Alma
- Herbert Fux : Satan
- Vítor Mendes : Le maire
- Herman José : Le prince Manuel
- José Viana (pt) : L'inquisiteur
- Patricia da Silva : La mère de Maria

## Source de la traduction
- (de) Cet article est partiellement ou en totalité issu de l’article de Wikipédia en allemand intitulé « Liebesbriefe einer portugiesischen Nonne » (voir la liste des auteurs).